# Жак Дюфлі
Жак Дюфлі (фр. Jacques Duphly або Dufly, Du Phly, 12 січня 1715, Руан — 15 липня 1789, Париж) — французький клавесиніст і композитор.

## Біографія

### Рання кар'єра як органіста
Жак Дюфлі народився в Руані, Франція, сином Жака-Агате Дюфлі і Марі-Луїз Бойвін. Будучи хлопчиком, він вивчав клавесин та орган, і працював органістом у соборі в Евре. Він отримав свою першу посаду в соборі св. Елої у віці дев'ятнадцяти років. У 1740 році він додав друге місце в церкві Нотр Дам де ла Ронд, який він підтримував за допомогою своєї сестри Марі-Енн-Агате, яка замінила його. Його викладачами були Франсуа д'Агенкур та Жан-Жак Руссо. Пізніше Руссо запросив його внести свій внесок у свій словник, за статті, що стосуються мистецтва гри на клавесині.

### Кар'єра як клавесиниста
У 1742 році, після смерті батька, Дюфлі вирішив переїхати до Парижа, де він покинув грати на органі взагалі і присвятив себе клавесину. Він прославився як виконавець і вчитель. За словами Луї-Клода Дакіна: якийсь час він був органістом у Руані, але, безсумнівно, дізнавшись, що у нього є більший подарунок для клавесина, він покинув свій перший інструмент. Можна припустити, що він переходить у Париж для дуже хорошого клавесина. За словами Фрідріха Вільгельма Марпурга, він присвятив себе клавесину, щоб не зіпсувати руку з органом.
Він опублікував чотири томи клавесину в 1744, 1748, 1756 та 1768 роках. Остання книга містила Ла Потуїна.
Через деякий час після публікації свого четвертого тому роботи Дюфлі фактично зник з громадського життя з причин, які не відомі. У 1788 році в журналі Général de la France запитали: "Ми хочемо дізнатись про те, що сталося з М. Дю-Флі, попереднім майстром клавесину в Парижі, де він був у 1767 році. Якщо його більше не існує, ми б хотіли зустріти його спадкоємців.
Жак Дюфлі помер 15 липня 1789 року, наступного дня після штурму Бастилії, у апартаментах готелю de Juigné, самотньою, забутою, з його бібліотекою — і без клавесину. Цим фактом можна підняти кінчик таємної вуаллі: в 1785 році за цим же адресою також жили Антуан де Сартіне, колишній начальник поліції та екс-міністр ВМФ.
Дюфлі залишив свої володіння своєму слугі, який був з ним протягом 30 років.
Відомо лише 52 праці Дюфлі, більшість з яких були опубліковані протягом його життя в чотирьох томах музики клавесина, згаданих вище. Назва твору відноситься до відомих художників мистецтва (наприклад, La Victoire, la de Sartine) або інших композиторів (наприклад, La Forqueray). Його пізня музика містить елементи, характерні для раннього класичного руху — наприклад, використання Альберті-баса, абсолютно несхожий на Жана-Філіпа Рамо або Франсуа Куперена.